# Бор (Черниговский район)
Бор (укр. Бір) — село в Черниговском районе Черниговской области Украины. Население — 38 человек. Занимает площадь 0,185 км².
Код КОАТУУ: 7422083902. Почтовый индекс: 17010. Телефонный код: +380 4646.

## Власть
Орган местного самоуправления — Косачовский сельский совет. Почтовый адрес: 17010, Черниговская обл., Черниговский р-н, с. Косачовка, ул. 8-го Марта, 2.